# 맥스 (2015년 영화)
《맥스》(영어: Max)는 2015년 공개된 미국의 가족 모험 전쟁 드라마 영화이다. 보애즈 야킨이 감독을 맡았으며, 야킨과 셸던 레티치와 공동 각본을 맡았다.

## 출연
- 조시 위긴스
- 디존 러퀘이크
- 토머스 헤이든 처치
- 로비 어멜
- 로런 그레이엄
- 루크 클라인탱크
- 제이 허낸데즈
- 오언 한
- 조지프 줄리언 소리아

## 기타 제작진
- 의상: 엘런 러터
- 녹음 지휘: 제니퍼 해먼드